# Mafeteng
Mafeteng é um dos 10 distritos do Lesoto.

## Demografia
| 1966    | 1976    | 1986    | 1996    | 2006    |
| 119.087 | 154.339 | 204.553 | 211.970 | 192.621 |